# 2024年1月逝世人物列表
2024年逝世人物列表：1月 - 2月 - 3月 - 4月 - 5月 - 6月 - 7月 - 8月 - 9月 - 10月 - 11月 - 12月
2024年1月逝世人物列表，是用于汇总2024年1月期间逝世人物的列表。

## 依日期排序

### 31日
- 吴谢宇，29岁，中华人民共和国死刑犯，吴谢宇弑母案凶手，被执行注射死刑。[1]
- 重庆姐弟坠亡案两名凶手被执行注射死刑[2]：
  - 张波，29岁，中华人民共和国死刑犯，遇害儿童的生父。
  - 叶诚尘，29岁，中华人民共和国死刑犯，张波的情妇。
- 曹欣，34歲，中國投資商人，天理（上海）資產管理有限公司創建人。病逝。[3]

### 30日
- 李明山，59歲，台灣銀行家，私募基金東博資本創辦人、前元大證券執行副總經理。[4]
- 簡·卡納漢（英語：Jean Carnahan），90歲，美國民主黨籍政治人物、作家，曾任密蘇里州第一夫人、密蘇里州聯邦參議員。[5]
- 茲德涅克·佩茨卡（捷克語：Zdeněk Pecka），69歲，捷克男子賽艇運動員。[6]
- 奇塔·里韋拉（英語：Chita Rivera），91歲，美國演員、歌手、舞者。曾獲得東尼獎最佳音樂劇女主角。[7]
- 程福保，90歲，中國人，南京大屠杀幸存者。[8]

### 29日
- 桐島聰（日語：桐島 聡），70歲，日本新左翼無政府主義極端組織東亞反日武裝戰線的成員。胃癌。[9]
- 蘆原妃名子（日語：芦原 妃名子），50歲，日本漫畫家。自杀身亡。[10]
- 米克·吉爾（Mike Gill），56歲，美國政治人物，特朗普政府任內曾擔任美國商品期貨交易委員會（CFTC）主任。被搶劫槍殺身亡。[11]

### 28日
- 路易斯·特哈達（西班牙語：Luis Tejada），41歲，巴拿馬足球員。[12]
- 李英鎬，48歲，韓國圍棋棋士，九段棋手李昌镐胞弟、李世石围棋学苑董事长。突发心肌梗塞。[13]

### 27日
- 盛志勇，103歲，中國創傷、燒傷外科專家，中國工程院院士。[14]
- 牛濤，30歲，中國詩人，音樂家，2019年新音樂榜年度盛典最受歡迎填詞獎，年度創意作曲人。抑鬱症。[15]

### 26日
- 甸·布朗（英语：Dean Brown (guitarist)），68歲，美國吉他手。[16]
- 麥俊華（英语：Mak Joon Wah），81歲，馬來西亞熱帶醫學家，主要貢獻於瘧疾和絲蟲病。2011年獨立獎得主。[17]
- 米高·羅格（英语：Michael Rogge），94歲，荷蘭獨立導演。[18]
- 凯瑟琳娜·范德林登（英語：Catherina van der Linden），111歲153天，澳大利亞籍荷蘭人瑞。[19]
- 根岸重一（日语：根岸重一），100歲，日本卡拉OK發明者。[20]

### 25日
- 肯尼斯·尤金·史密斯（英語：Kenneth Smith），58歲，美國死刑犯，全球首例氮氣死刑。[21]
- 拿督王成就，87歲，馬來西亞政治人物，曾任該國交通部副部長、馬來西亞華人公會副總會長、上議員。[22]

### 24日
- 戴逸，97岁，中国历史学家、中國人民大學教授。[23]
- 卡爾·安德烈（英語：Carl Andre），88歲，美國極簡主義藝術家[24]。
- 潔西·珍（英語：Jesse Jane），43歲，美國色情女演員。[25]

### 23日
- 黃永阜，100歲，台灣榮民，台中市著名景點彩虹眷村壁畫創作者，台中市榮譽市民。[26]
- 李健鳴，80歲，中國著名翻译家、戏剧家。[27]
- 讓·佩蒂（法語：Jean Petit），74歲，法國足球員。[28]
- 法蘭克·費瑞恩（英语：Frank Farian），82歲，德國唱片製作人，曾組織歌唱團體波尼M合唱團。[29]

### 22日
- 阿諾·彭齊亞斯（德語：Arno Penzias），90歲，美國射电天文学家，因發現宇宙微波背景獲1978年諾貝爾物理學獎。[30]
- 吉吉·里瓦（義大利語：Gigi Riva），79歲，義大利足球員，曾參與1970年世界盃。[31]
- 江连卓（日语：江連卓），82岁，日本劇本製作家。感染性心内膜炎。[32]
- 池田元久（日语：池田元久），83岁，日本政治人物，曾任眾議員、財務副大臣、經濟產業副大臣[33]。

### 21日
- 王敬群，104岁，全程参与中央革命根据地五次反围剿的老红军之一，先后经历过红军长征、淮海战役、渡江战役等。[34]
- 大衛·蓋爾（英語：David Gail），58歲，美國男演員，曾演出電視劇《飛越比佛利》及《查爾斯港》。[35]
- 齊志勇，67歲，中國社會維權活動人士，六四事件中因受槍傷截肢。肝癌。[36]
- 鍾雲輝，88歲，台灣客家人歌唱家，客家八音團團長，第八屆客家貢獻獎藝術文化類傑出貢獻獎得主。敗血症。[37]
- 向經源，89歲，中國政治人物。[38]

### 20日
- 诺曼·杰威森（英語：Norman Jewison），97歲，加拿大電影導演。12次獲得奧斯卡金像獎。[39]
- 崔泰福，93歲，朝鲜政治人物，前最高人民會議議長（1998年－2019年），心臟病發作。[40]
- 皮耶達·科爾多瓦（英语：Piedad Córdoba），68歲，哥倫比亞政治人物，前參議員[41]。
- 南部虎彈（日语：南部虎弾），原名佐藤道彥，72歲，日本諧星藝人，資深搞笑團體「電擊Network」成員。中風。[42]
- 張枚同，84歲，中國詞曲作家。[43]
- 丹斯里迪瓦基（英语：Devaki Krishnan），100歲，馬來西亞斯里蘭卡淡米爾裔，馬國首位民選女性代議士、馬來西亞印度國民大會黨要員、獨立建國時期人物[44]。
- 張燕清，69歲，臺灣台語作詞作曲家及歌手。[45][46]

### 19日
- 曹日章，90歲，臺灣企業家，金寶山集團創辦人暨總裁。[47]
- 李斗鏞（韓語：이두용），81歲，韓國電影導演。[48]
- 路易斯·瓦斯克斯（英语：The Soft Moon），艺名“The Soft Moon”，44岁，美国音乐家及创作歌手。[49]
- 赵铮，44岁，中国媒体人。[50]
- 伊娃·波蕾絲（英语：Ewa Podleś），71歲，波蘭歌劇花腔女低音聲樂家[51]。
- 馬琳娜·蕭（英语：Marlena Shaw），81歲，美國爵士樂、藍調和靈魂樂歌手[52]。
- 兰斯·拉森（英語：Lance Larson），83歲，美國游泳運動員。[53]
- 川島透（日語：川島 透），53歲，日本職業足球運動員。曾效力大阪飛腳球會及大塚製藥球會（今改名德島漩渦）。1998年掛靴退役。[54]
- 小傑克·伯克（英语：Jack Burke Jr.），100歲，美國高爾夫球運動員。[55]

### 18日
- 奥列塔·格罗西（義大利語：Orietta Grossi），64歲，意大利女子篮球运动员。[56]（死訊公佈日）
- 阿姆農·魯賓斯坦（希伯來語：אמנון רובינשטיין），81歲，以色列法律學者、政治人物[57]。

### 17日
- 德扬·米洛耶维奇，46歲，前塞尔维亚男子篮球运动员，NBA金州勇士隊助理教練，心臟病發逝世[58]。
- 林志凱，51歲，中華民國警察，台中市警察局霧峰分局大里分駐所巡佐，執勤時腦出血殉職。[59]
- 肖恩納西·巴伯（英語：Shawnacy Barber），29歲，加拿大撐杆跳高運動員。[60]

### 16日
- Asepa伊東（日语：エスパー伊東），本名伊東萬壽男，63歲，日本藝人。多發性腦梗塞。（死訊公布日）[61]
- 彼德·施格勒（英語：Johann Peter Schickele），88歲，藝名「P.D.Q.巴赫」，當代美國作曲家、音樂教育家及詼諧文學作家[62]。
- 米蘭·內納迪奇，80歲，塞爾維亞男子摔跤運動員。[63]。

### 15日
- 施明德，83岁，臺灣政治人物。民主進步黨主席（1993－1996年），臺灣白色恐怖時期政治犯，被譽為「台灣曼德拉」，肝癌。[64]
- 史大楨，91歲，中國政治人物。曾任中華人民共和國水利電力部副部長、能源部副部長，電力工業部部長，國家電力公司總經理等職。[65]
- 丸山義行（日語：丸山 義行），92歲，日本前足球員、教練、裁判，第一位在世界盃足球賽執法的日本裁判[66]。

### 14日
- 列夫·魯賓斯坦（英语：Lev Rubinstein），76岁，俄羅斯詩人、散文作家、社會運動家，車禍身亡[67]。
- 谷口誠（日語：谷口 誠），93歲，日本前外交官、政治學者，曾任日本駐聯合國大使[68]。

### 13日
- 阿都拉西迪，100岁，馬來西亞政治人物、革命家、游擊反抗軍軍人。原馬來亞共產黨主席、馬來亞民族解放軍馬來第十軍團指揮員。[69]
- 斯蒂芬·莱布特（英語：Stephen Laybutt），46歲，澳大利亞足球運動員。[70]

### 12日
- 薛駒，101岁，曾任中共浙江省委書記、浙江省顧委主任，中央黨校常務副校長，全國人大法律委員會主任委員，中央委員會委員。[71]
- 根纳季·帕夫洛维奇·雅科夫列夫（俄語：Генна́дий Па́влович Я́ковлев），85歲，俄羅斯植物學家。[72]
- 亚历克·穆瑟（英语：Alec Musser），50岁，美国男演员及模特。自杀。[73]
- 朱翔，46歲，中國醫生，南通大學附屬醫院主任醫師、醫學博士、麻醉手術科副主任。心肌梗塞。[74]

### 11日
- 张克辉，95岁，中國社會活動家，曾任中国人民政治协商会议全国委员会副主席，台湾民主自治同盟中央委员会主席和名誉主席，中华全国台湾同胞联谊会会长。[75]
- 讓-呂克·洛朗（法語：Jean-Luc Laurent），66歲，法國政治人物，公民與共和運動前领袖。[76]
- 周道炯，90歲，中國金融人物，曾任中國證券監督管理委員會主席，全國人大代表。[77]
- 埃夫拉因·安東尼奧·里奧斯·加西亞（西班牙語：Efraín Antonio Ríos García），113歲282天，哥倫比亞超級人瑞。[78]
- 金京玉，93歲，朝鮮人民軍軍人及政治人物，朝鮮勞動黨組織指導部前副部長，軍階上將。[79]
- 小金澤昇司（日語：小金沢昇司），65歲，日本演歌歌手。呼吸衰竭。[80]

### 10日
- 塞薩爾·阿利埃爾塔（英语：César Alierta），78岁，西班牙企業家，前西班牙電信集團主席[81]。
- 泰瑞·畢森（英语：Terry Bisson），81岁，美國科幻小說和奇幻作家[82]。
- 蒂莎·法蘿（英语：Tisa Farrow），72岁，美國電影女演員、模特兒，演員米娅·法罗之妹[83]。
- 瓊內爾·雅奎斯（英语：Jennell Jaquays），67岁，美國遊戲設計師、電玩藝術家及桌遊插畫家[84]。
- 雅努什·馬耶夫斯基（英语：Janusz Majewski (director)），92岁，波蘭電影導演、編劇[85]。
- 田曾佩，93岁，中國外交家，曾任外交部党委书记、副部长（正部级）。[86]

### 9日
- 詹姆斯·科塔克（英语：James Kottak），61岁，美国音乐人，蝎子乐队前鼓手。[87]
- 方流芳，71岁，中國知名法學學者，中國政法大學校聘一級教授、中國政法大學學術委員會副主席。[88]
- 阿玛利加·纳夫斯（英语：Amalija Knavs），78岁，美国前总统唐纳德·特朗普的岳母。[89]

### 8日
- 亞當·坎圖（英语：Adan Canto），42歲，墨西哥演員。阑尾癌（英语：Appendix cancer）。[90]
- 陳銀輝，92岁，台灣畫家，前國立台灣師範大學美術系教授。[91]
- 劉華林，66歲，台灣職業籃球運動員及教練，球員時代曾效力飛駝隊，教練時代執教台灣啤酒隊及東森羚羊隊。腎衰竭。[92]

### 7日
- 弗朗茨·贝肯鲍尔（德語：Franz Beckenbauer），78歲，德國足球運動員、教練。[93]
- 亞歷山德羅·阿爾真東（義大利語：Alessandro Argenton），86岁，意大利男子馬術運動員。[94]
- 馬克西姆·克雷夫佐夫（烏克蘭語：Максим Кривцов），33歲，烏克蘭詩人及軍人，戰死[95]。
- 安德烈·路德維希，111歲215天，法國超級人瑞。[96]

### 6日
- 费尔南多·卡帕拉（英語：Fernando Capalla），89岁，菲律賓天主教神父，达沃总教区荣休总主教。[97]
- 何永道，103岁，馬來西亞華裔中華民國空軍飛虎隊成員。[98]
- 林珉慧，69岁，台灣政治人物，曾任花蓮縣議員。[99]
- 鄭瓊娟，92岁，台灣女畫家、藝術家。[100]
- 常怡，94岁，中国法学家，中华人民共和国民事诉讼法學奠基人之一，西南政法大学教授。[101]

### 5日
- 李怡嚴，86歲，台灣物理學家，前國立清華大學物理系教授。[102]
- 马里奥·扎加洛（葡萄牙語：Mario Zagallo），92歲，巴西足球運動員、教練。[103]
- 尼古拉斯·雷舍爾（英语：Nicholas Rescher），95歲，德國裔美國籍哲學家、博學家、作家，曾任美國匹茲堡大學教授[104]。
- 孫載夫，78歲，中國政治人物。曾任湖南省委副书记、省纪委书记。[105]
- 瞎書，29歲，中國大陸作家，脊髓空洞症引起全身性神經元疾病。[106]

### 4日
- 柳俊江，42歲，香港媒體人、男演員、前新聞工作者，自殺[107]。
- 陳登立，89歲，台灣企業家，勝利體育事業創辦人[108]。
- 司馬中原，90歲，本名吳延玫，台灣小說、繪本作家。[109]
- 格莉妮絲·約翰斯（英語：Glynis Johns），100歲，英國演員、舞者、歌手。曾獲得東尼獎最佳音樂劇女主角。[110]
- 篠山紀信（日語：篠山 紀信），83歲，日本攝影師。病逝。[111]
- 恩斯特·戈德施密特（德語：Ernst Goldschmidt），92歲，德國電影高管兼製片人，獵戶座影業和聯藝電影的前國際主管，心臟衰竭。[112]
- 大衛·索爾（英語：David Soul），80歲，在英國發展的美國男演員及歌手。[113]
- 克里斯蒂安·奧利佛（英语：Christian Oliver），51歲，德國演員，墜機身亡。[114]
- 羅茜·雷耶斯（西班牙語：Rosie Reyes），84歲，墨西哥女子網球運動員。[115]
- 郝治平，101歲，中國人民解放軍軍人，原总参谋部政治部顾问，开国大将罗瑞卿同志夫人。[116]
- 橫山知伸（日語：横山 知伸），38歲，日本職業足球運動員，腦腫瘤逝世[117]。

### 3日
- 达尼埃尔·勒弗尼（法語：Daniel Revenu），81歲，法國擊劍運動員。[118]
- 室井邦彦（日语：室井邦彦），76歲，日本政治人物，前國土交通省政務官，參議院懲罰委員會委員長，參議院議員。肝衰竭。[119]

### 2日
- 萨利赫·阿鲁里（阿拉伯語：صالح العاروري），57歲，巴勒斯坦哈馬斯高级领导人，伊宰·丁·卡桑烈士旅創始指揮官。[120]
- 薩爾塔傑·阿齊茲，94歲，巴基斯坦政治人物和經濟學家，前外交事務顧問、財政部部長和國家安全顧問。[121]
- 茲維·扎米爾（希伯來語：צבי זמיר），98歲，以色列政治人物，前摩萨德局长。[122]
- 顧心懌，86歲，中國石油礦業機械專家，中國工程院院士。[123]
- 董燕生，86歲，中國共產黨黨員，中國作家協會會員。北京外國語大學西語系教授，博士生導師。[124]

### 1日
- 巴斯德奥·潘戴（英語：Basdeo Panday），90歲，特立尼达和多巴哥总理（1995年－2001年）。[125]
- 張誌家，43歲，台灣前職業棒球員。[126]
- 里亚德·图尔克（英语：Riad al-Turk），93歲，敘利亞異議人士，流亡法國。[127]
- 米基·科特雷爾（英语：Mickey Cottrell），79歲，美國電影公關、製片人和演員。[128]
- 尼克勞斯·維爾特（德語：Niklaus Emil Wirth），89歲，瑞士電腦科學家。[129]
- 冠二郎（日語：冠二郎），79歲，日本演歌歌手。心臟衰竭。[130]
- 张淑珍，86岁，中国高级农艺师，党的十三大、十四大代表，全国“五·一”劳动奖章获得者，全国劳动模范。[131]